# 720p
720p este o rezoluție a ecranului folosită de formatul video HDTV și se referă la dimensiunea de 1280x720 de pixeli (in total 921,600). "720" se refera la rezolutia verticala iar „p" la modul de afisare a imaginii, in cazul de fata   
progresiv sau neintercalat.